# Congrès universel d'espéranto de 1932
Pour un article plus général, voir Congrès universel d'espéranto.
Le congrès universel d’espéranto de 1932 est le 24e congrès universel d’espéranto, organisé en août 1932, à Paris en France. 